# Tour de Romandie 2009

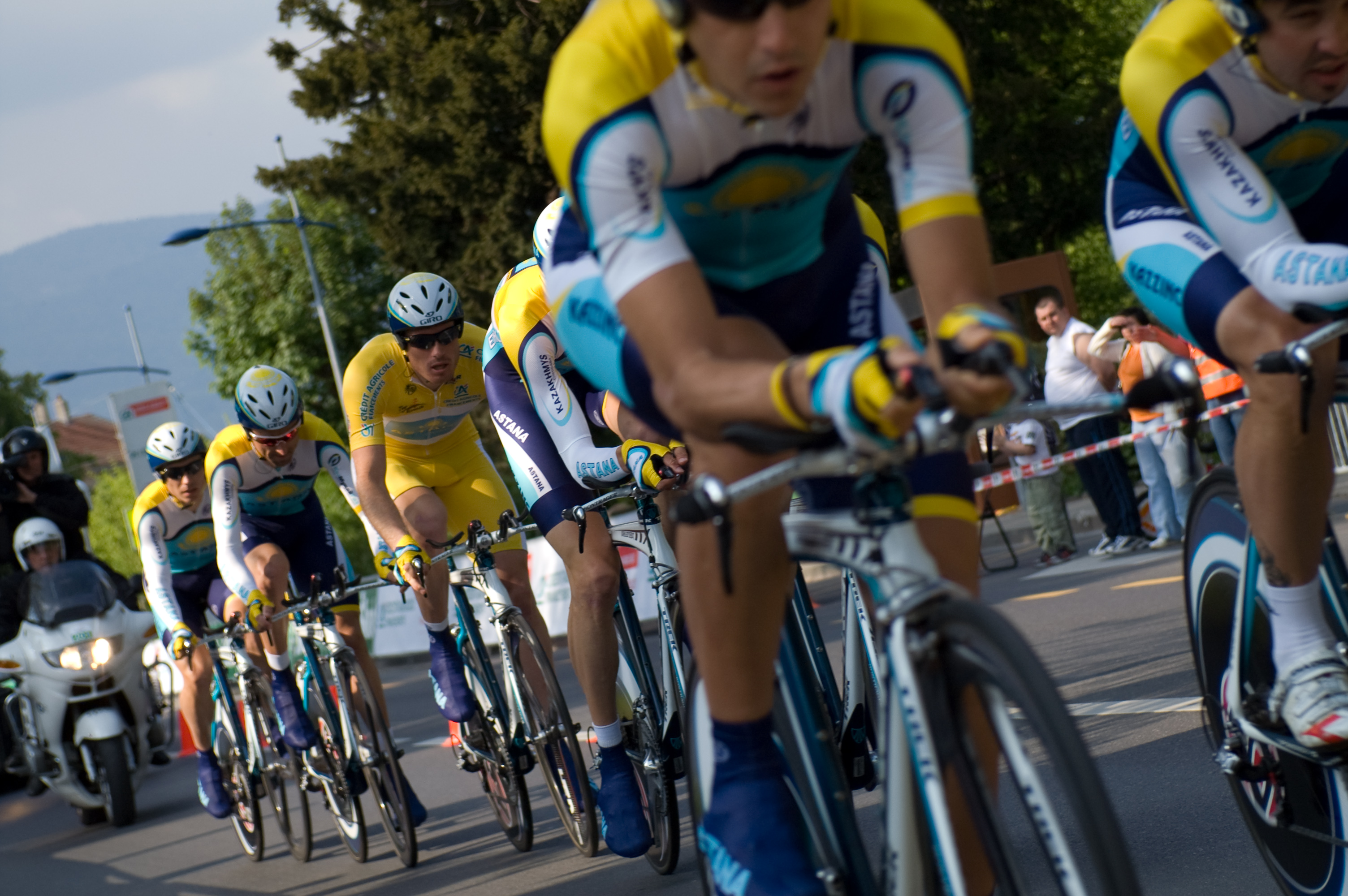
Team Astana během časovky družstev, ve žlutém jede Grégory Rast.

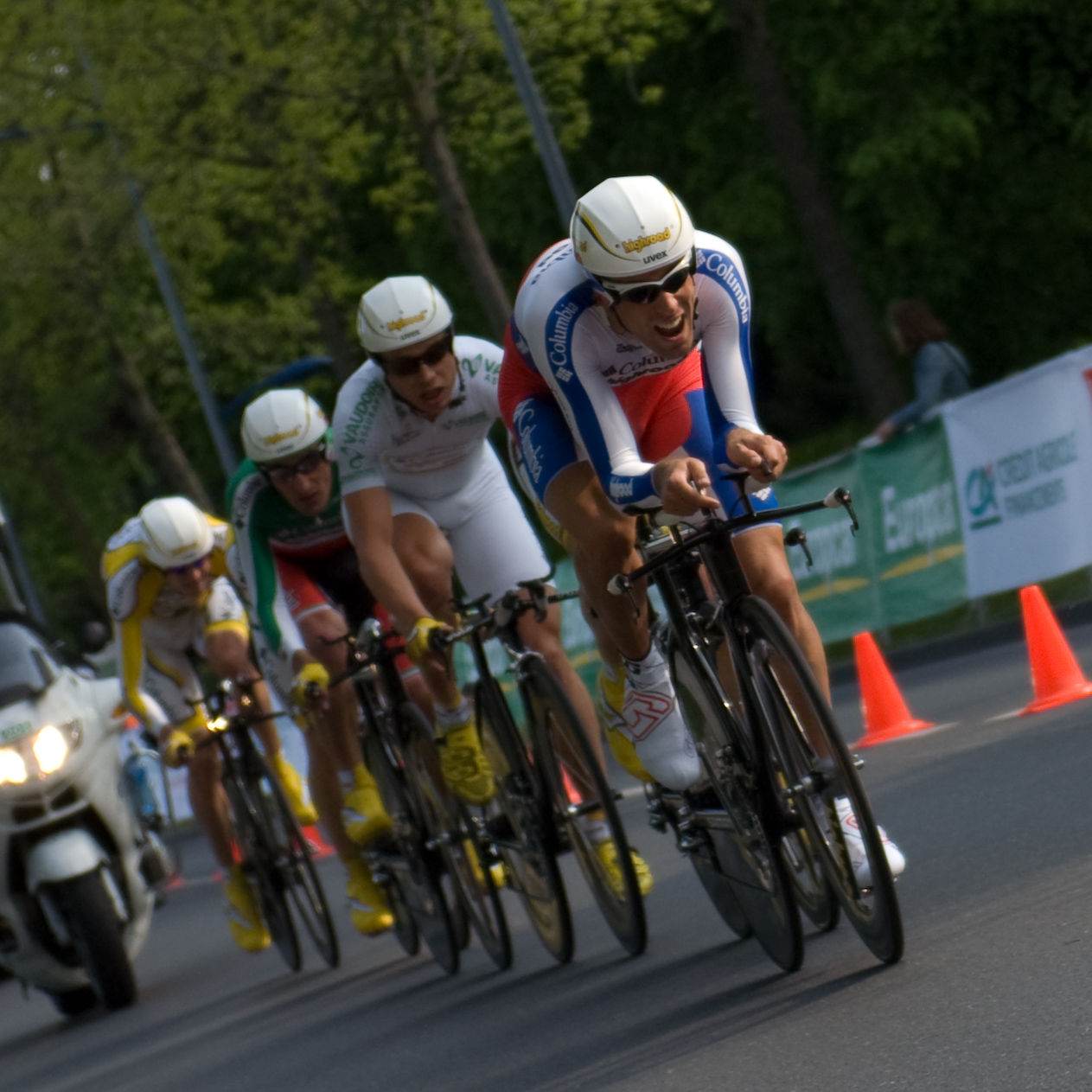
Team Columbia během časovky družstev, v popředí v národním dresu jede František Raboň.

Tour de Romandie 2009 byl již v pořadí 63. ročník cyklistického etapového závodu Tour de Romandie. Uskutečnil se v Romandii ve Švýcarsku, v termínu od 28. dubna do 3. května. Byl šestým závodem v pořadí kalendáře UCI ProTour 2009. Celkovým vítězem závodu se stal český cyklista Roman Kreuziger, v čele průběžného pořadí UCI ProTour zůstal Němec Heinrich Haussler.

## Trasa a etapy
| Etapa | Datum     | Trasa                                 | Vzdálenost | Typ | Typ                  | Vítěz           | Žlutý trikot    |
| ----- | --------- | ------------------------------------- | ---------- | --- | -------------------- | --------------- | --------------- |
| P     | 28. duben | Lausanne – Lausanne                   | 3,1 km     |     | Individuální časovka | František Raboň | František Raboň |
| 1     | 29. duben | Montreux – Freiburg im Üechtland      | 87,6 km    |     |                      | Ricardo Serrano | Grégory Rast    |
| 2     | 30. duben | La Chaux-de-Fonds – La Chaux-de-Fonds | 161,5 km   |     |                      | Óscar Freire    | Grégory Rast    |
| 3     | 1. květen | Yverdon-les-Bains – Yverdon-les-Bains | 14,8 km    |     | Týmová časovka       | Team Columbia   | František Raboň |
| 4     | 2. květen | Estavayer-le-Lac – Sainte-Croix       | 157,5 km   |     |                      | Roman Kreuziger | Roman Kreuziger |
| 5     | 3. květen | Aubonne – Ženeva                      | 150,5 km   |     |                      | Óscar Freire    | Roman Kreuziger |

1. etapa byla z původních 176,2 km kvůli sněžení zkrácena.